# .ax
.ax è il dominio di primo livello nazionale assegnato alle Isole Åland. Il dominio sostituisce il precedente dominio di secondo livello .aland.fi.